# اتحادیه جیمز لیند

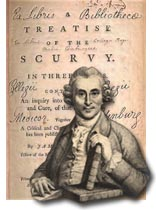
جیمز لیند ۱۷۹۴-۱۷۱۶

اتحادیه جیمز لیند، یک طرح مبتکرانه غیرانتفاعی بریتانیایی است که در سال ۲۰۰۴ میلادی راه‌اندازی شد. این اتحادیه برای گرد هم آوردن بیماران، مراقبان و پزشکان در «شرکای تدوین اولویت‌بندی» (Priority Setting Partnerships)، به منظور شناسایی و اولویت‌بندی سؤالات بدون پاسخ یا عدم قطعیت‌ شواهدی که به اعتقاد آنها مهم‌ترین شواهد هستند، تأسیس شد. هدف آن است تا اطمینان حاصل شود کسانی که بودجه تحقیقات سلامت را تامین می‌کنند از اولویت بیماران، مراقبان و پزشکانی که نیاز به استفاده از پژوهش در زندگی روزمره خود دارند، مطلع هستند.

مؤسسه ملی تحقیقات سلامت و مراقبت (NIHR) بودجه هماهنگی این اتحادیه را تأمین می‌کند، اما «شرکای تدوین اولویت‌بندی»، منابع خود را برای تأمین مالی مشارکت خود پیدا می‌کنند. در سال ۲۰۱۶ جایزه اجتماعی فدراسیون بنیاد انجمن‌های علمی پزشکی هلند (فدرا) به دلیل ابتکار اتحادیه جیمز لیند برای مشارکت دادن بیماران برای اولویت‌های پژوهشی به آنها اعطا شد.

## پیشینه
پژوهش در مورد اثرات درمانی، اغلب علایق مشترک بیماران و پزشکان را نادیده می‌گیرد. در نتیجه، به سؤالاتی که هر دو مهم می‌دانند، پرداخته نمی‌شود. صنایع دارویی و فناوری پزشکی و دانشگاه‌ها نقش اساسی در توسعه درمان‌های جدید دارند، اما اولویت‌های آنها لزوماً با اولویت‌های بیماران و پزشکان یکسان نیست. به همین دلیل بسیاری از زمینه‌های پژوهشی بالقوه ارزشمند نادیده گرفته می‌شوند. به نظر می‌رسد گرد هم آوردن بیماران و پزشکان برای اولویت‌بندی مشترک سؤالات بی‌پاسخ به ندرت اتفاق می‌افتد.

## روش کار
اتحادیه جیمز لیند بیماران و نمایندگان بیماران، مراقبان و پزشکان را به صورت فردی یا گروهی گرد هم می‌آورد تا «شرکای تدوین اولویت‌بندی» را با تمرکز بر شرایط خاص سلامت تشکیل دهند. برای مثال، شرکای تدوین اولویت‌‌های آسم توسط آسم انگلستان و انجمن توراسیک بریتانیا هدایت می‌شد، در حالی که شرکای تدوین اولویت‌‌های بی‌اختیاری ادرار توسط بنیاد مثانه و روده (Bladder & Bowel Foundation) و گروه بی‌اختیاری کاکرین، یکی از گروه‌های کاکرین، راهبری می‌شد.
«شرکای تدوین اولویت‌بندی» با هم کار می‌کنند تا موارد عدم‌قطعیت را از بیماران، مراقبان و پزشکان جمع‌آوری کنند. سپس عدم قطعیت‌ها را بررسی می‌کنند تا اطمینان حاصل شود که نمی‌توان آنها را با دانش، تحقیقات یا منابع اطلاعاتی موجود پاسخ داد. پس از آن، عدم‌قطعیت‌ها وارد فرایند اولویت‌بندی می‌شوند، که هدف آن رسیدن به ده فهرست برتر از اولویت‌های پژوهشی است که توسط بیماران، مراقبان و پزشکان به اشتراک گذاشته می‌شود.
این فرآیند تا به امروز، برای بیش از ۷۵ حوزه سلامت از جمله بی‌اختیاری ادرار، داروهای بیهوشی و مراقبت‌های حین عمل، زندگی با سرطان و فراتر از آن، مراقبت‌های ویژه، سرطان پروستات، فیبروز کیستیک، سلامت دهان و دندان، سلامت روان در کودکان و جوانان و جراحی برای مشکلات رایج شانه تکمیل شده است.

## جیمز لیند
نام اتحادیه از نام یکی از پیشگامان کارآزمایی‌های بالینی، جیمز لیند (۱۷۹۴-۱۷۱۶) برگرفته شده است. دویست و پنجاه سال پیش، ایده‌های متناقض و سؤالات بی‌پاسخ زیادی در مورد نحوه درمان بیماری کشنده اسکوربوت وجود داشت. لیند، یک جراح نیروی دریایی اسکاتلندی، تصمیم گرفت با درمان بیماران خود در یک کارآزمایی بالینی که شش درمان پیشنهادی را با هم مقایسه می‌کرد، با این عدم قطعیت مقابله کند. آزمایش او نشان داد که پرتقال و لیمو به طور چشمگیری بهتر از سایر درمان‌های پیشنهادی هستند.